# Període Heian
El Període Heian (平安時代, Heian jidai) és l'últim període de l'època clàssica de la història japonesa, des de l'any 794 fins al 1185, en el qual la capital era Kyoto.
És el període de la història japonesa en què el confucianisme i altres influències xineses va arribar al seu punt màxim. El període Heian es considera també el cim de la cort imperial japonesa i és destacat pel seu art, en especial la poesia i la literatura. Heian (平安) [heːɑŋ] significa "pau" o "tranquil·litat" en japonès.

## Història
El període Heian va ser precedit pel període Nara i va començar el 794 després que el 50è emperador, l'emperador Kammu canviés la capital del Japó a Heian-kyō (平安京, actualment Kyoto). Se'l considera un punt alt en la cultura japonesa que les generacions posteriors sempre han admirat. Aquest període també és notable per l'auge de la classe dels samurais, que en el seu moment va prendre el poder i van iniciar el període feudal del Japó.
Normalment, la sobirania recau a l'emperador, però de fet el poder era exercit per la noblesa Fujiwara. Tot i així, per protegir els seus interessos a les províncies, els Fujiwara i altres famílies nobles van necessitar guàrdies, policia i soldats. La classe guerrera va obtenir continus beneficis al llarg del període Heian. Ja el 939, Taira no Masakado va amenaçar l'autoritat del govern central dirigint un aixecament a la província oriental de Hitachi, i quasi simultàniament, Fujiwara no Sumitomo es va rebel·lar a l'occident. Fins i tot, el domini militar es va prolongar durant segles, quan bona part de la fortalesa del govern va raure en els exèrcits privats del shogunat.
La influència de la incursió de la classe guerrera a la cort va ser el resultat de la rebel·lió Hōgen el 1156. En aquest moment Taira no Kiyomori va reviure la tradició Fujiwara col·locant al seu net al tron per governar al Japó per regència. El seu clan (el clan Taira) no seria expulsat fins després de les Guerres Genpei marcant l'inici del shogunat. El període Kamakura va començar el 1185 quan Minamoto no Yoritomo va retenir el poder dels emperadors i va establir un bakufu, el shogunat Kamakura.

## Cultura
El període Heian, des del punt de vista cultural, és un moment de creixement i plenitud; sobretot si es compara amb els períodes anteriors, en què trobarem una forta intromissió de la civilitació xinesa tant en l'àmbit públic com privat de l'art. La qual cosa no vol dir que no hi hagués cultura, o que aquesta no es pugui considerar com a tal, sinó que durant i a partir de Heian es durà a terme un desenvolupament inèdit en la cultura del sol naixent. Aquest fenomen abastarà diferents camps, i tot i que serà especialment d'ambient cortesà, amb el temps s'expandrà a la resta en forma de tradicions.
Les innovacions més importants es donen sobretot pel que fa a l'escriptura i la literatura, perquè fins llavors Japó havia estat un país sense escriptura; el primer sistema d'escriptura que varen tenir, i que de fet només s'utilitzarà en l'administració imperial, serà el xinès, conegut amb el nom de “kanji”. Durant el període Heian es seguirà utilitzant els “kanjis”, però es desenvoluparan paral·lelament dos sistemes sil·làbics més: el katakana i el hiragana.
D'altra banda, i també provenint de la Xina, el budisme tindrà un gran arrelament. Introduït a mitjan segle vi, a través d'un emperador coreà, va anar guanyant terreny al Japó. Hi va haver dos tipus d'escola budista, la Tendai i la Shingon; la seva influència fou tan gran que, a més d'impregnar la moral de l'imperi, es construïren nombrosos temples i monestirs budistes que caracteritzaren l'art escultòric i arquitectònic del període.

### L'ambient de la cort
El creixement i progressiu enriquiment que es va generar durant tot el període Heian al Japó es va presenciar bàsicament en l'ambient cortesà. En aquest podem observar, a més de les encara fortament arrelades influències de la dinastia Tang xinesa en coses com el vestir o el menjar, activitats d'oci i entreteniment com la música i la dansa o la pràctica d'esports com el tir amb arc o el perfeccionament de l'espasa. Aquestes activitats a part d'entretenir i cultivar els cortessans també perfeccionaren la seva tècnica i estil.

### L'expansió del Budisme

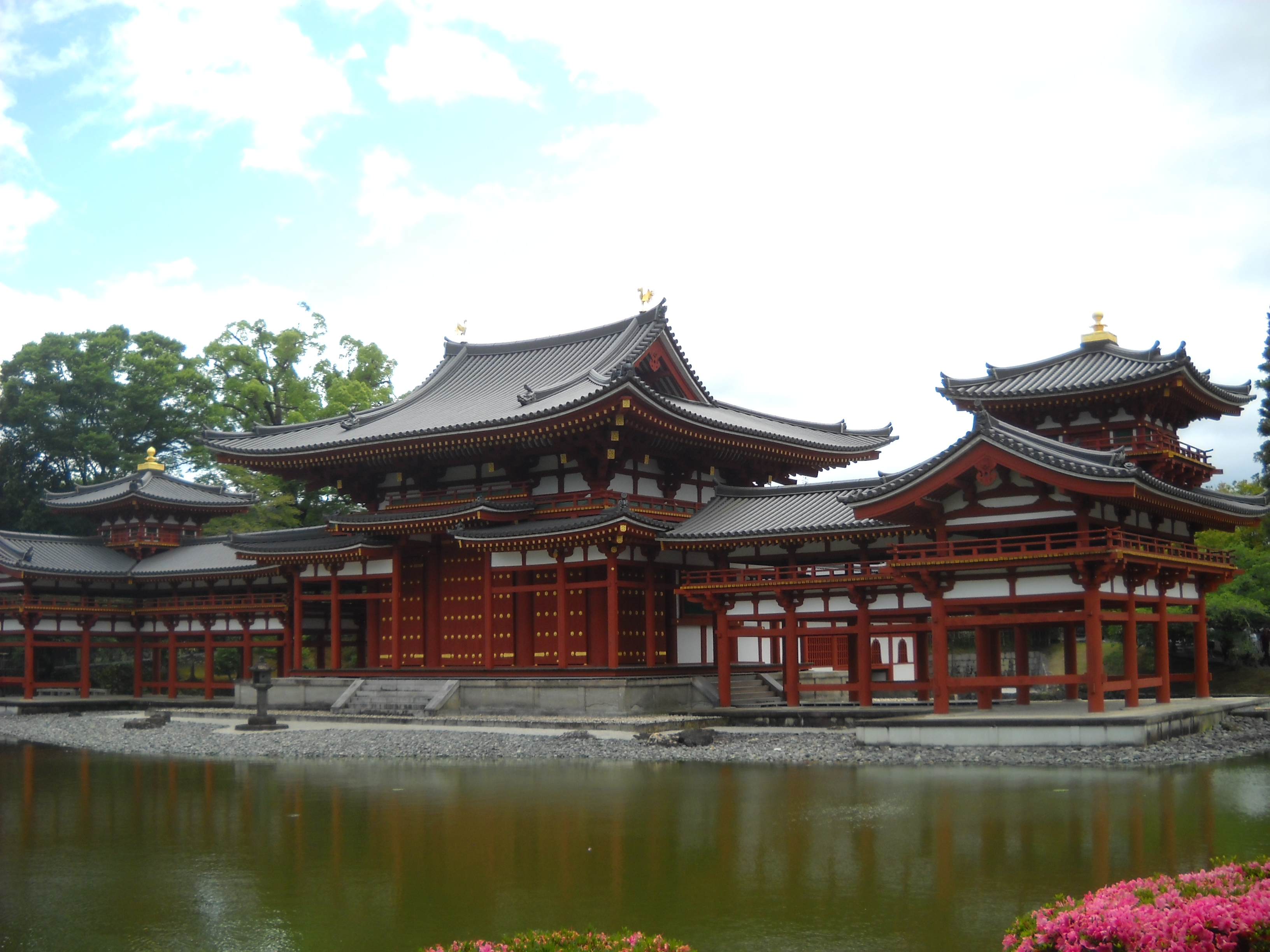
El temple budista Byōdō-in es va construir a Uji al, durant el període Heian.

Cap a l'any 552 varen començar a arribar referències del Budisme al Japó, en forma d'estàtues i de sutras per part del rei de la regió de Paekche, a Corea. Tot i les reticències d'alguns clans, el budisme va acabar establint-se a l'arxipèlag. Ja a finals del segle VI alguns emperadors, com és el cas de Yōmei o de Shōtoku, es van convertir al budisme.
Aquest va penetrar a la cort imperial, però també va arribar a les províncies més allunyades en forma de textos màgics amb propietats curatives o medicinals, a banda d'exercir el monopoli religiós a la capital japonesa.
Al segle ix els monjos Saichō i Kūkai que havien viatjat durant uns anys per la Xina i havien estudiat els seves costums i creences, van fundar dues escoles de tradicions budistes diferents quan varen tornar: el Tendai i el Shingon.
L'escola Tendai, encapçalada per Saichō, estava arrelada a una tradició d'origen xinès basada en el “Sutra del Lotus” i aconseguiria una increible influència en la cort, sobretot a inicis del període.
En canvi, el budisme Shingon, fundat pel monjo Kūkai, reunia diversos cultes i pràctiques rituals vingudes de la zona del Tibet i l'Índia; a més a més, estava influenciat pel Confucianisme, amb què s'havia format Kūkai.
Es caracteritzava especialment per la pràctica de rituals, la recitació de mantres i la contemplació de mandales.
Cal mencionar, que la forta expansió i pràctica budista va comportar que els governants a la llarga intentessin controlar la seva riquesa i poder creixent, a través del control i reducció del nombre de clergues en els temples budistes, les seves activitats i guanys.

### L'escriptura
Un dels camps que més va innovar va ser el de l'escriptura. Originàriament, la societat japonesa no utilitzava un sistema d'escriptura; però amb la progressiva influència xinesa, van acabar adoptant la seva escriptura, coneguda amb el nom de kanji. Era una mica complicat, perquè l'escriptura era xinesa però seguien parlant en japonès. Tot i això, aquest sistema només l'utilitzaven en activitats per l'administració de l'imperi, com el cultiu de l'arròs.
Durant el període Heian, a la cort imperial es van desenvolupar dos sistemes nous d'escriptura: hiragana i katakana, que juntament amb els kanjis formarien l'escriptura japonesa que coneixem avui dia. Val a dir, però, que cada tipus tenia unes característiques concretes.
Els kanjis es seguien utilitzant en temes administratius i, per tant, només l'empraven els homes. El sistema katakana, força semblant quant a estil als kanjis, era una escriptura més robusta i precisa que utilitzaven especialment els monjos per als textos budistes i, per tant, és molt visible a l'àmbit eclesiàstic. De fet, va ser desenvolupada pel monjo Kūkai.
En canvi, el hiragana era un model d'escriptura més lligada als sentiments i emocions, amb un estil ràpid i aparentment menys precís, com una espècie de lletra cursiva. Aquest sistema s'utilitzava especialment en la literatura, tant en la poesia com en la novel·la, i per tant, utilitzat per dones.

### L'aflorament de la literatura
Arran d'aquest desenvolupament de l'escriptura, sorgí la literatura, i amb aquesta les que són considerades les primeres novel·les de la història. Aquest àmbit artístic va ser desenvolupat per cortesanes de l'imperi, bàsicament.
A les seves obres o textos, es descriuen històries de caràcter intimista i cortesà, basades en l'amor o bé en l'existència humana. D'aquests textos ens han arribat tant diaris, com poemes o novel·les.
En l'àmbit de la poesia es coneixen diversos textos i tipus, però el que més destaca són els “Tanka”; aquests són poemes de trenta-una síl·labes, dividides per estrofes seguint aquest ordre: 5 7 5 5 7 7. Es varen fer molt populars entre les diferents classes socials.
A diferència de la novel·la i diversos subgèneres d'aquesta que varen sorgir i que eren escrits per i cap a la cort, la novel·la més coneguda i que esdevindrà un precedent per la història i la cultura japonesa és “Genji monogatari” (La novel·la de Genji), escrita a inicis del segle xi per Murasaki Shikibu, i considerada la primera novel·la de la història a nivell mundial. Un altre llibre que també es va fer àmpliament conegut és el de la servent de l'emperadriu Sei Shōnagon “Makura no Sōshi”(El llibre del coixí), a finals del segle x.
En aquestes novel·les el que també destaca són les il·lustracions que apareixen d'escenes de la vida diària de la cort. Les imatges més conegudes són de la novel·la de Murasaki Shikibu.

## Economia
Si bé el període Heian va ser un període de pau inusualment llarg, també va debilitar econòmicament el Japó i va conduir a la pobresa dels seus habitants, amb l'excepció d'uns pocs. El control dels arrossars va proporcionar una font clau d'ingressos a famílies com la Fujiwara i va ser una base fonamental del seu poder. Els beneficiaris aristocràtics de la cultura Heian, els Ryōmin (良民 "Bona Gent"), eren uns 5.000 en una terra del voltant de cinc milions. Una de les raons per les quals els samurais van poder prendre el poder va ser que la noblesa governant va demostrar ser incompetent a l'hora de gestionar el Japó i les seves províncies. L'any 1000, el govern ja no sabia com emetre moneda i els diners desapareixien gradualment. En lloc d'un sistema de circulació monetària completament realitzat, l'arròs s'havia convertit en la principal unitat d'intercanvi. La manca d'un mitjà sòlid d'intercanvi econòmic s'il·lustra implícitament a les novel·les de l'època. Per exemple, els missatgers eren recompensats amb objectes útils com un quimono de seda antic, en lloc de rebre un salari monetari.
Els governants de Fujiwara no van aconseguir mantenir unes forces policials adequades, cosa que va deixar via lliure els lladres per aprofitar-se dels viatgers. Això s'il·lustra implícitament a les novel·les pel terror que els viatges nocturns inspiraven als personatges principals. El sistema shōen va permetre l'acumulació de riquesa a una elit aristocràtica; l'excedent econòmic es pot vincular als desenvolupaments culturals del període Heian i a la "recerca de les arts". Els principals temples budistes de Heian-kyō i Nara també van fer ús del shōen. L'establiment de sucursals a nivell rural i la integració d'alguns santuaris sintoistes dins d'aquestes xarxes de temples reflecteix un major "dinamisme organitzatiu".